# 第48回社会人野球日本選手権大会
第48回社会人野球日本選手権大会（だい48かいしゃかいじんやきゅうにほんせんしゅけんたいかい）は、2023年11月8日から11月19日までの12日間、大阪ドームで行なわれた社会人野球日本選手権大会である。

## 概要
- 会期については、京セラドーム大阪を本拠地とする日本プロ野球・オリックス・バファローズが、クライマックスシリーズに進出が確定、そこで優勝し日本シリーズに出場が決定した場合を考慮して協議を重ねた結果、日本シリーズ（第7戦・11月5日）が終了した後の11月8日開幕を決定したものである。
- 初出場は、クラブ選手権優勝のショウワコーポレーションとエイジェック。また日鉄ステンレスは、新日本製鐵光時代以来28大会ぶりの出場となった。
- 決勝は、大阪ガスがHonda熊本との接戦を制して3回目の優勝を果たした。

## 出場チーム
| 代表枠                                                         | チーム                                                         | 出場回数                                                       |
| 日本選手権対象JABA大会（推薦枠 を含む） 優勝チーム枠（基本13） | 日本選手権対象JABA大会（推薦枠 を含む） 優勝チーム枠（基本13） | 日本選手権対象JABA大会（推薦枠 を含む） 優勝チーム枠（基本13） |
| -------------------------------------------------------------- | -------------------------------------------------------------- | -------------------------------------------------------------- |
| 都市対抗優勝                                                   | トヨタ自動車                                                   | 19大会連続22回目                                               |
| クラブ選手権優勝                                               | ショウワコーポレーション                                       | 初出場                                                         |
| 東京スポニチ大会優勝                                           | 東芝                                                           | 7大会連続31回目                                                |
| 静岡大会優勝                                                   | ヤマハ                                                         | 2大会ぶり28回目                                                |
| 四国大会優勝                                                   | ENEOS                                                          | 7大会連続26回目                                                |
| 岡山大会優勝                                                   | JFE西日本                                                      | 5大会連続16回目                                                |
| 日立市長杯大会優勝                                             | 日本製鉄鹿島                                                   | 2大会連続11回目                                                |
| 長野大会優勝                                                   | 三菱重工East                                                   | 5大会連続10回目                                                |
| 京都大会優勝                                                   | 三菱重工West                                                   | 6大会連続27回目                                                |
| ベーブルース杯優勝                                             | 伏木海陸運送                                                   | 3大会ぶり4回目                                                 |
| 九州大会優勝                                                   | 西部ガス                                                       | 4大会連続5回目                                                 |
| 東北大会優勝                                                   | 日本通運                                                       | 4大会連続24回目                                                |
| 北海道大会優勝                                                 | JFE東日本                                                      | 2大会ぶり12回目                                                |

| 代表枠                               | チーム                               | 出場回数                             |
| 各地方予選大会からの出場枠（基本19） | 各地方予選大会からの出場枠（基本19） | 各地方予選大会からの出場枠（基本19） |
| ------------------------------------ | ------------------------------------ | ------------------------------------ |
| 北海道（1）                          | JR北海道硬式野球クラブ               | 5大会ぶり10回目                      |
| 東北（1）                            | TDK                                  | 3大会連続12回目                      |
| 北信越（1）                          | 信越硬式野球クラブ                   | 4大会ぶり16回目                      |
| 関東（4）                            | エイジェック                         | 初出場                               |
| 関東（4）                            | 日本製鉄かずさマジック               | 5大会ぶり10回目                      |
| 関東（4）                            | 東京ガス                             | 2大会連続12回目                      |
| 関東（4）                            | Honda                                | 2大会ぶり24回目                      |
| 東海（3）                            | JR東海                               | 2大会連続16回目                      |
| 東海（3）                            | 三菱自動車岡崎                       | 3大会ぶり9回目                       |
| 東海（3）                            | 西濃運輸                             | 4大会ぶり19回目                      |
| 近畿（4）                            | 日本新薬                             | 15大会連続25回目                     |
| 近畿（4）                            | 日本生命                             | 11大会連続39回目                     |
| 近畿（4）                            | パナソニック                         | 28大会連続43回目                     |
| 近畿（4）                            | 大阪ガス                             | 10大会連続26回目                     |
| 中国（2）                            | 伯和ビクトリーズ                     | 2大会ぶり8回目                       |
| 中国（2）                            | 日鉄ステンレス                       | 28大会ぶり7回目                      |
| 四国（1）                            | JR四国                               | 2大会ぶり17回目                      |
| 九州（2）                            | Honda熊本                            | 2大会連続15回目                      |
| 九州（2）                            | KMGホールディングス                  | 9大会ぶり6回目                       |

## 大会
- トーナメント表は 外部記事 参照

### 1回戦
- 11月8日
  - 三菱自動車岡崎4-0ショウワコーポレーション
  - TDK2-9ENEOS
  - 伯和ビクトリーズ2-7日本生命
- 11月9日
  - 日本製鉄鹿島2-4トヨタ自動車
  - KMGホールディングス1-5日本製鉄かずさマジック
  - 大阪ガス7-5東芝
- 11月10日
  - JFE東日本4-6Honda熊本
  - 日本新薬2-5信越硬式野球クラブ
  - ヤマハ1-4日本通運
- 11月11日
  - JR四国4-3JR東海
  - エイジェック6-8（延長10回タイブレーク）JFE西日本
  - 伏木海陸運送0-4パナソニック
- 11月12日
  - 西部ガス5-0三菱重工West
  - 西濃運輸6-2三菱重工East
  - Honda2-0日鉄ステンレス
- 11月13日
  - JR北海道硬式野球クラブ1-8東京ガス

### 2回戦
- 11月13日
  - 三菱自動車岡崎1-2ENEOS
  - トヨタ自動車7-8 （延長11回タイブレーク）Honda熊本
- 11月14日
  - Honda5-1日本製鉄かずさマジック
  - 西濃運輸5-0信越硬式野球クラブ
  - JR四国3-0パナソニック
- 11月15日
  - 日本生命5-3東京ガス
  - JFE西日本3-1西部ガス
  - 大阪ガス 4-1日本通運

### 準々決勝
- 11月16日
  - ENEOS0-2 Honda熊本
  - 西濃運輸3-2Honda
- 11月17日
  - JR四国1-8日本生命
  - 大阪ガス4-1JFE西日本

### 準決勝
- 11月18日
  - 西濃運輸0-3Honda熊本
  - 大阪ガス3-1日本生命

### 決勝
|                               | 1 | 2 | 3 | 4 | 5 | 6 | 7 | 8 | 9 | R | H  | E |
| ----------------------------- | - | - | - | - | - | - | - | - | - | - | -- | - |
| Honda熊本                     | 0 | 0 | 3 | 2 | 0 | 1 | 0 | 1 | 0 | 7 | 19 | 0 |
| 大阪ガス (2大会=2年ぶり3回目) | 0 | 2 | 5 | 0 | 1 | 0 | 0 | 1 | × | 9 | 14 | 0 |

1. Honda熊本：●横川楓薫（3回）→ 島袋圭亮（2回）→ 片山雄貴（3回）
2. 大阪ガス：大宮隆寛（4回）→ 〇宮本大勢（3回）→ 稲垣豪人（2回）
3. 勝利：宮本大勢
4. 敗戦：横川楓薫
5. 審判
［球審］堀口光
［塁審］那須健司(1塁)、近藤将人(2塁)、太田和宏(3塁)、小野暢也(予備)
6. 試合開始13時07分-試合終了15時41分 試合時間2時間34分